# オルガホール
オルガホールは、岡山県岡山市北区の中心街に存在する多目的ホール。

## 所在地
- 住所：岡山県岡山市北区奉還町一丁目7番7号 オルガビル 地下1階

## 概要
- 生活協同組合おかやまコープが出資する子会社「株式会社コープP&S」が運営する。
- 椅子300席、机を使用して180席を設置可能。
- 常設ステージ、スクリーン、イベント専用電源、音響、ピアノ、椅子、机等の設備が有る。

## 用途
- ライブ、コンサート
- 講演会、研修、会議、パーティ
- 私立大学の入学試験の地方会場
- その他、各種イベント

## アクセス
- JR岡山駅西口より北へ徒歩4分